# Warmschlachtung
Die Warmschlachtung ist eine traditionelle deutsche Schlachtmethode, bei der das Fleisch des Tieres direkt nach dem Töten verarbeitet wird, ohne es zuvor abkühlen zu lassen.
Die Warmschlachtung fällt unter den Schutz der EU, da sie die spezifische Zubereitungsart einer geschützten geografischen Angabe für bestimmte Wurstwaren ist, die vor allem in Nordhessen und im Eichsfeld hergestellt werden.

## Schlachtmethode
Bei der Warmschlachtung wird das jeweilige Fleisch direkt verarbeitet, weshalb diese Methode bei der Hausschlachtung und oft in kleineren Betrieben in der ökologischen Lebensmittelverarbeitung zum Einsatz kommt. Während bei der in Großbetrieben üblichen Kaltverarbeitung des Fleisches Phosphat unvermeidlich ist, kommt die traditionelle Warmschlachtung ohne dies aus, da sich Warmfleisch von gekühltem Fleisch biochemisch unterscheidet und dem im lebenden Organismus ähnlich ist. Warmfleisch hat einen höheren pH-Wert und das noch vorhandene ATP (Adenosintriphosphat) reagiert mit den Muskelproteinen Myosin und Actin. Dieses bewirkt eine höhere Wasser- und Fettbindung und führt zu besseren Verarbeitungseigenschaften.